# Briam Acosta
Briam Eduardo Acosta Arellano, noto semplicemente come Briam Acosta (Vergara, 7 settembre 1997), è un calciatore uruguaiano, centrocampista del Dep. Copiapó.

## Caratteristiche tecniche
È un esterno destro.

## Carriera
Cresciuto nel settore giovanile della Juventud, ha debuttato in prima squadra il 19 agosto 2017 disputando l'incontro di Primera División Profesional perso 3-0 contro il Nacional.